# Hippolito Francesco Albertini
Hippolito Francesco Albertini (* 26. Oktober 1662 in Crevalcore; † 26. März 1738 in Bologna) war ein italienischer Arzt und Anatom.

## Leben und Wirken
Albertini studierte Philosophie und Medizin in Bologna unter der Leitung von Giovanni Andrea Volpari und Marcello Malpighi. Ab 1688 arbeitete er als Assistent mit ihnen zusammen im Hospital von S. Maria della Morte. Giovanni Battista Morgagni rühmte sich, Albertinis Schüler gewesen zu sein und von ihm wichtige Informationen erhalten zu haben, die er in seinem Hauptwerk „De sedibus et causis morborum per anatomen indagatis“ mitteilte.
Albertini brachte den „hydrops pulmonum“, das Lungenödem, in Verbindung mit Herzkrankheiten. Vergrößerungen des Herzens teilte er nach der Analogie zu den entsprechenden Erkrankungen der großen Gefäße in „aneurysmatische“ und „variköse Herzvergrößerungen“. Zusammen mit Antonio Maria Valsalva entwickelte er zur Vorbeugung und Behandlung der beginnenden Herzinsuffizienz (der „aktiven Aneurismen des Herzens“) eine 40-tägige Ruhe- und Hungerkur, die durch einen exzessiven Aderlass eingeleitet wurde. Noch im 19. Jh. wurde diese Kur zur „Vorbeugung von Aneurismen“ durch Jean-Nicolas Corvisart verordnet.

## Werke
- Animadversiones super quibusdam difficilis respirationis vitiis a laesa cordis et praecordiorum structura pendentibus. 1731 (De Bononiesi scientiarum et artium instituto atque academia commentarius .Vol I, S. 382–404) (Bibliotheca Digitale Universita di Bologna 30.04.2017)
- De cortice peruviano commentationes quaedam ab Academico alio expositae. 1731 (De Bononiesi scientiarum et artium instituto atque academia commentarius. Vol I, S. 405–417) (Bibliotheca Digitale Universita di Bologna 30.04.2017)
- M. H. Romberg. Albertini Opuscula. Berlin 1828